# Rita Russek
Rita Russek, född 27 juni 1952 i Eschwege, Tyskland, är en skådespelare.

## Filmografi (urval)
- 1995 - Alfred
- 1980 - Ur marionetternas liv